# 福圓美里
福圓美里（日语：／ Fukuen Misato，1982年1月10日—），日本女性聲優。隸屬於Sigma Seven。出生於東京都。血型A型。身高150cm。舊藝名：櫻木美里。

## 簡介
- 相當尊敬前輩折笠富美子。
- 和近藤佳奈子是初中到高中時的好友，直到現在。
- 和其他關係比較好的聲優有門脇舞以、仲西環、西口有香、齋藤桃子、松崎亞希子、平松あや、笹川亞矢奈、喜多村英梨、山岸沙織、小松茜等。
- 田中英行是從高中時代的恩師。
- 2004年時和声優門脇舞以結成了「TAMAGO」（たまご）。
- 與松崎亞希子組成劇團「乙女企画クロジ☆」，每年有一至兩次演出。
- 是水樹奈奈的廣播節目『水樹奈々 スマイル・ギャング』的副首（副ヘッド）（也就是助手）。
- 職業棒球知識似乎很貧乏，不知道讀賣巨人屬於中央聯盟。父親好像是巨人迷。
- 和市來光弘出生年月日、血型、職業相同，連過去的住所、母親的名字都是一樣的。還曾經持有過同機種的手機[5]。2009年1月9日在乙女企画クロジ☆劇團策劃的驚喜下兩人第一次一起過了生日[5]。

## 配音作品
※ 主角及主要人物以粗體識別。

### 電視動畫
2000年
- 新戀愛白書（栗原綾）

2001年
- 新白雪姬傳說（初）

2002年
- 大頭狗仔隊（希娜）

2003年
- E'S OTHERWISE（拉斐爾）
- 機械小立方（綾小路巧）
- 可愛巧虎島（リッチー、クウモ 他）
- 戰爭程序員白瀨（天野美紗緒）
- 魔偵探洛基 RAGNAROK（小聰）
- 魔法使的條件（西原勇太）

2004年
- Aqua Kids（潘、西克）
- 我們這一家（表妹C／小廣 他）
- 女孩萬歲（ヒカゲ）
- 蒼穹之戰神（立上芹）
- 花右京女侍隊 La Verite（女孩）
- 棉花糖樂園（珊蒂）
- MEZZO（可奈子）
- MONSTER（馬汀（少年））
- 真實夢境（小貓）

2005年
- 草莓棉花糖（紺野）
- 極限女孩（小春野白絹）
- 女孩萬歲 第二季（ヒカゲ）
- 神樣中學生（チョウ）
- 蠟筆小新（幼稚園兒童、レイナ 他）
- 交響詩篇（アゲハA）
- 極上生徒會（青木真美）
- 混沌武士（小孩）
- 地獄少女（目黑）
- 哆啦A夢（ミズエ 他（シンエイ動画ハイビジョン版、テレビ朝日版））
- 不可思議星球的雙胞胎公主（黎歐娜）
- 黑貓（伊芙、提亞悠·魯那提克）

2006年
- 魔女之刃（佐佐木勇氣）
- 玻璃艦隊（假面舞踏會之女1）
- 銀河鐵道物語 〜前往永遠的分歧點〜（莉娜）
- GO!GO!カートくん（スティーブくん、クッキー）
- Code Geass 反叛的魯路修（女學生）
- 雙面騎士（頭蓋骨）
- 女子高生 GIRL'S-HIGH（藍子）
- 爆球Hit! 轟烈彈珠人（月野金太）
- 工作狂人（渚マユ）
- 祝!（ハピ☆ラキ）ビックリマン（ルパ助）
- 備長炭（竹林）
- 不可思議星球的雙胞胎公主Gyu!（黎歐娜）
- 光之美少女Splash Star（友也）
- 怪醫黑傑克（看護師）
- 魔法食堂チャラポンタン（プー、モチ）
- 流星之洛克人（響美空）
- RED GARDEN（麗絲·海麗葉特·梅耶）

2007年
- 王牌投手 振臂高揮（篠岡千代）
- 機神大戰（エリー）
- 鬼太郎 第5作（カズオ）
- 光明之淚×風（琉娜）
- 精靈守護者（ニムカ）
- DARKER THAN BLACK -黑之契約者-（銀）
- 惡魔獵人（帕蒂·羅維爾）
- 向陽素描（夏目）
- ベビー・ルーニー・テューンズ（ベイビーペチュニア）
- 流星之洛克人 トライブ（響美空）

2008年
- 艾莉森與莉莉亞（卡爾洛）
- アンジェリーナはバレリーナ（安潔莉娜）
- 鬼太郎（第5作）（真奈美）※第86話
- 強襲魔女（宮藤芳佳）
- SOUL EATER（艾璐卡）
- 麵包超人（スケールちゃん）
- 魔法禁書目錄（土御門舞夏）
- 出包王女（金色闇影）
- のらみみ2（カブレロ）
- Battle Spirits 少年突破馬神（娜娜林、女主播）
- 向陽素描x365（夏目）
- MEG&MOG（Mog）
- 藥師寺涼子之怪奇事件簿（貝塚里美）
- 夜櫻四重奏（槍櫻姬）
- 十字架與吸血鬼（黑乃胡夢）
- 十字架與吸血鬼 CAPU2（黑乃胡夢）
- 毀滅世界的六人（アン）

2009年
- 怪談餐館（壺姬）
- 奇蹟少女KOBATO.（森川雪乃）
- DARKER THAN BLACK -流星的雙子-（銀、預告）
- 鋼之鍊金術師 FULLMETAL ALCHEMIST（艾莉西亞·休斯）
- Battle Spirits 少年突破馬神（學級委員、雪子）
- 向陽素描×365 特別篇（夏目）

2010年
- 王牌投手 振臂高揮 -夏季大會篇（篠岡千代）
- 怪談餐館（池上香織）
- 戀愛班長（美村魔子）
- 強襲魔女2（宮藤芳佳）
- 空·之·音（由美奈）
- 無頭騎士異聞錄 DuRaRaRa!!（三島沙樹）
- 科學超電磁砲（土御門舞夏）
- 更多出包王女（金色闇影）
- 向陽素描×☆☆☆（夏目、中山）
- 神奇寶貝BestWishes（水水獺）

2011年
- 金鋼狼（ミン）
- 神樣DOLLS（枸雅詩緒）
- 昭和物語（山崎裕子）
- 哆啦A夢（投手）
- 魔乳秘劍帖（小影）
- BLOOD-C（求衛諾諾、求衛寧寧）
- 我的朋友很少（志熊理科）
- 召喚惡魔阿薩謝爾（モモニャン）

2012年
- Smile 光之美少女！（星空幸／快樂天使、悲劇快樂天使）
- 寵物反斗星（小尋夢）
- 殭屍哪有那麼萌？（巴布）
- 黃昏少女×失憶（小此木桃繪）
- 銀魂'（櫻島千春）
- 謎樣女友X（椿陽子）
- Another（杉浦多佳子）
- 織田信奈的野望（前田犬千代）
- 美少女死神 還我H之魂！（伊莉雅）
- 出包王女Darkness（金色闇影、提亞悠·魯納迪克）
- 女子高中生 & 重戰車（角谷杏）
- 向陽素描 蜂窩（夏目、中山）
- 聖靈家族（艾蒙(Elmo) 幼年時）

2013年
- 我的朋友很少NEXT（志熊理科）
- 魔王勇者（女魔法使）
- 革命機Valvrave（野火麻理繪）
- 科學超電磁砲S（土御門舞夏）
- 夜櫻四重奏 -花之歌-（槍櫻姬）
- 悠悠哉哉少女日和（宮內日影）

2014年
- 蠟筆小新（工作人員）
- 宇宙浪子
- Happiness Charge 光之美少女！（快樂天使）
- M3〜其為黑鋼〜（弓月真亞夢）
- 修業魔女璐璐萌（奇洛）
- 金田一少年之事件簿R（潮美波留）

2015年
- 蒼穹之戰神 EXODUS（立上芹）
- 無頭騎士異聞錄 DuRaRaRa!!×2 承（三島沙樹）
- JoJo的奇妙冒險 星塵鬥士（伊奇）
- 魔法少女奈葉ViVid（珂羅娜·緹米爾）
- 可塑性記憶（若苗奏太）
- 無頭騎士異聞錄 DuRaRaRa!!×2 轉（三島沙樹）
- 出包王女Darkness 2nd（金色闇影、小暮幸惠、提亞悠·魯納迪克）
- 悠悠哉哉少女日和 Repeat（宮內日影）

2016年
- 春太與千夏～春太與千夏共度青春～（藤間彌生子）
- 無頭騎士異聞錄 DuRaRaRa!!×2 結（三島沙樹）
- 蒼之彼方的四重奏（倉科明日香）
- 蠟筆小新（穴雪丈）
- 美少女戰士Crystal  Season III 死亡毀滅者篇（小小兔／水手小月亮）
- 熱情傳奇 The X（艾德娜）
- Fate/kaleid liner 魔法少女☆伊莉雅 3rei!!（田中）
- ViVid Strike!（珂羅娜·緹米爾）
- 無畏魔女（宮藤芳佳）

2017年
- BanG Dream!（海野夏希）
- 我的英雄學院 第2期（渡我被身子）
- 18if（上川菜月[6]）
- 獨占我的英雄（勢多川惠）
- 側車搭檔（鈴木渚）

2018年
- 沒有心跳的少女 BEATLESS（如月明日菜）
- 我的英雄學院 第3期（渡我被身子）
- LORD of VERMILION 紅蓮之王（白木優羽莉[7]）
- 魔法禁書目錄III（土御門舞夏[8]）

2019年
- 粉彩回憶（女孩子B）
- BanG Dream! 2nd Season（海野夏希）
- 強襲魔女 501部隊出動！（宮藤芳佳）
- 八月的棒球甜心（高坂樁）
- 按一按發明 PIKACHIN-KIT（山中湖律子）
- 實況主的逃脫遊戲【直播中】（上野紫）
- 戰×戀（烏魯[9]、弓削孝）
- 我的英雄學院 第4期（渡我被身子）

2020年
- 虛構推理（弓原紗季[10]）
- 恋与制作人（櫃台小姐）
- 強襲魔女 通往柏林之路（宮藤芳佳）

2021年
- 世界魔女出動！（宮藤芳佳）
- 悠悠哉哉少女日和 Nonstop（宮內日影）
- 龍先生、想要買個家。（ネル）
- 我的英雄學院 第5期（渡我被身子）

2022年
- 舞動不止（生川夏姬[11]）
- 寶可夢 旅途（小智的水水獺）
- 聯盟空軍航空魔法音樂隊 光輝魔女（宮藤芳佳）
- 我的英雄學院 第6期（渡我被身子）

2023年
- 寶可夢 旅途 目標是寶可夢大師（小智的水水獺）
- 天國大魔境（彌美姬[12]）
- 鬼滅之刃 刀匠村篇
- 屍體如山的死亡遊戲（雷小幽[13]）
- Smile 光之美少女！（星空幸／快樂天使）
- BanG Dream! It's MyGO!!!!!（海野夏希）
- 明日方舟 冬隱歸路（灰喉[14]）

2024年
- 夢想成為魔法少女（維那利塔[15]）
- 終末的火車前往何方？（松茸子）
- 聲優廣播的幕前幕後（朝加美玲[16]）
- 我的英雄學院 第7期（渡我被身子[17]）
- 寶可夢 地平線（丹瑜[18]）

2025年
- 黃昏旅店（塔羅牌女/保科由美）
- 怪獸世界征服（がおがお[19]）
- 9-nine- 支配者的王冠（九條都[20]）

### OVA
2012年
- 丹特麗安的書架（塔莉亞）

2019年
- Fate/kaleid liner 魔法少女☆伊莉雅 百變☆嘉年華（田中[21]）
- 巨蟲列島（松岡步美） - 漫畫第6卷附贈動畫特裝版
- 修業魔女璐璐萌 完結篇（奇洛[22]） - 原作第3部漫畫第9卷附贈OAD限定版

### 網路動畫
2015年
- 美少女戰士Crystal（小小兔）

2016年
- 寶可夢世代（篝火）

2018年
- 怪物彈珠（瑪琳）

2024年
- 格林童話變奏曲（夏洛蒂[23]）
- Fate/Grand Order 搞不懂的藤丸立香 第2期（亚马逊人A、刑部姬）

### 劇場版動畫
2005年
- 蠟筆小新：3分鐘百變大進擊（愛心女戰士）

2006年
- 哆啦A夢 大雄的恐龍2006

2012年
- 光之美少女 All Stars New Stage 未來的朋友（星空幸／快樂天使）
- 神奇寶貝劇場版：酋雷姆VS聖劍士 凱路迪歐（小智的水水獺）
- 強襲魔女 劇場版（宮藤芳佳）

2013年
- 神奇寶貝劇場版：神速的蓋諾賽克特 超夢覺醒（小智的水水獺）
- 皮卡丘與伊布☆好朋友（水水獺）
- 光之美少女 All Stars New Stage2 心之朋友（星空幸／快樂天使）

2014年
- 光之美少女 All Stars New Stage3 永遠的朋友（星空幸／快樂天使）

2015年
- 少女與戰車 劇場版（角谷杏、白貓）

2017年
- 少女與戰車 最終章（第1話）（角谷杏）

2018年
- 劇場版 悠悠哉哉少女日和 Vacation（宮內御影[24]）

2019年
- 少女與戰車 最終章（第2話）（角谷杏、大貓熊）
- 我的英雄學院劇場版：英雄新世紀（渡我被身子）

2020年
- 巨蟲列島（松岡步美[25]）

2021年
- 美少女戰士Eternal（小小兔）
- 少女與戰車 最終章（第3話）（角谷杏）

2023年
- 美少女戰士Cosmos（小小兔）
- 少女與戰車 最終章（第4話）（角谷杏、蔓越莓）

2024年
- 機動戰士GUNDAM SEED FREEDOM（リデラード・トラドール[26]）

2025年
- 名偵探柯南：獨眼的殘像（舟久保真希）
- 少女與戰車 更加相親相愛作戰！（角谷杏[27]）

### 遊戲
1998年
- 練習曲序章〜動搖的心情〜（萩原麻美） - Win版・SS版[注 1]

1999年
- 天秤彩球（瑪娜）

2003年
- 阿瓦隆之鑰（伊諾）

2005年
- 狀況開始！（月山香耶）
- D.C. Four Seasons（霧羽明日美）
- 初音島Plus Situation（霧羽明日美）
- 武藏傳II 劍聖（ミュロル、ミュロレ）

2006年
- 命運傳奇（賣花女） - PS2版

2007年
- 美少女雀士IV（春夏秋冬薰）
- 學研DS 大人的學習：金田一老師的日語訓練（千代）
- 蠟筆小新：暴風呼喚的蠟筆塗鴉大作戰！（莫內）
- SIMOUN 異薔薇戰爭（娥蘇拉）
- 全民高爾夫攜帶版2（芽衣）
- 流星洛克人2（響美空）

2008年
- 盗賊皇女（庫庫莉）
- 快打旋風4（櫻）
- 交響曲傳奇 -拉塔特斯克的騎士-（愛莎）
- 擂台美少女 生存戰2（壽零、神樂紫苑）
- 十字架與吸血鬼 七夕之陽海學園小姐（黑乃胡夢）
- 出包王女 森林學校篇（金色闇影）
- 出包王女 臨海學校篇（金色闇影）

2009年
- 星海遊俠4 -最後的希望-（ 蕾米·賽翁吉）
- 強襲魔女 -蒼空閃電戰 新隊長的奮鬥！（宮藤芳佳）
- 心跳回憶4（大倉都子、兔子先生）
- 觸發之心 Exelica（C'r_na）
- 十字架與吸血鬼 CAPU2 戀與夢的狂想曲（黑乃胡夢）

2010年
- 亞迦雷斯特戰記2（李・拉・魯亞）
- 強襲魔女-與你同行A Little Peaceful Days-（宮藤芳佳）
- 星海遊俠4 -最後的希望- 國際版（蕾米／蕾米・賽翁吉）
- 強襲魔女 白銀之翼（宮藤芳佳）
- 強襲魔女2 治癒・恢復・軟綿綿（宮藤芳佳）
- 向日葵 -Pebble in the Sky- Portable（雨宮秋櫻）

2011年
- 寶可夢樂園2 ～Beyond the World～

2012年
- 天津御空！雲之盡頭（隱神穗乃里[28]）
- 快打旋風 X 鐵拳（櫻）
- Smile 光之美少女！Let's go! 童話世界（星空幸／快樂天使）
- 觸碰戀曲！～Love Application～（東雲真憂[29]）
- 我的朋友很少 Portable（志熊理科）

2013年
- 鬼武者魂（春日野櫻）
- 學☆王 -THE ROYAL SEVEN STARS- +METEOR（天宮寺・亞克雅琉絲・海月'[30]）
- 召喚夜響曲5（露耶莉[31]）
- 超級機器人大戰UX（立上芹）
- 時空幻境交響曲傳奇 同音包（愛莎）
- 魔法與科學的群奏活劇（土御門舞夏[32]）
- 心願的碎片和白銀的契約者（羽白光奈[33]）
- LORD of VERMILION III（安潔拉[34]）

2014年
- 快打旋風IV（櫻[35]）
- M3〜其為黑鋼〜///MISSION MEMENTO MORI（弓月真亞夢[36]）
- 少女與戰車 戰車道的極致！（角谷杏[37]）
- 私立格里莫瓦魔法學園（立華卯衣[38]）
- CORE MASTERS（亞米[39]）
- 出包王女DARKNESS -Idol Revolution-（金色闇影[40]）
- 出包王女DARKNESS 戰鬥絕頂（金色闇影[41]）
- 夢幻之星Nova（莉蒂亞[42]）
- 蒼之彼方的四重奏（倉科明日香[43]）

2015年
- 我家公主最可愛（白虎姬 白豐珠）
- 女友伴身邊（2015年 - 2023年 吉永和花那[44]）
- 碧藍幻想 （2015年 - 2024年 卡露梅莉娜[45]、菲露露卡[46]）
- JOJO的奇妙冒險 天國之眼（伊奇[47]）
- 真劍!!（大典田三代）
- 熱情傳奇（艾德娜[48]）
- 無頭騎士異聞錄 DuRaRaRa!! Relay（三島沙樹[49]）
- 出包王女DARKNESS 真實公主（金色闇影[50]、提亞悠・露娜提克[51]）
- 向日葵：天空鵝卵石 PS Vita版[52]
- 波波羅王國 牧場物語（瑪由理[53]）
- 嫁Collection（倉科明日香）
- 夢幻模擬戰：Reincarnation －轉生－（ルクレチア・オリフラム[54]）

2016年
- 蒼之彼方的四重奏（倉科明日香[55]）
- 快打旋風V（春日野櫻）
- 鎖鏈戰記〜絆之新大陸〜（賽特[56]）
- 魔法圖書館Qurare（艾莉絲[57]）
- 勇者已死。（比比[58]）
- 星海遊俠：回憶（蕾米·賽翁吉）
- 戰艦少女R（鐵必制、大青花魚）

2017年
- 白貓Project（摩耶[59]）
- 出包王女 DARKNESS 寫真時機（金色闇影[60]）
- CLOSERS（緹娜[61]）
- 光之美少女 連線消除（星空幸／快樂天使）
- 時空幻境：鏡光傳奇（2017年 - 2022年 艾多娜 / 被黑暗纏繞的艾多娜）
- 戰艦少女（大青花魚、提爾比茨[62]）
- 極限凸城 裝甲戰姬（莉多露[63]）
- Fate/Grand Order（2017年 - 2025年 刑部姬、知更鳥）
- 星海遊俠4 -最後的希望- 4K & Full HD 重製版（蕾米／蕾米・賽翁吉）
- BanG Dream! 少女樂團派對（海野夏希）
- 加速世界：超頻終點（高野內琴／Cobalt Blade）

2018年
- 少女與戰車 戰車夢幻大會戰（角谷杏[64]）
- 碧藍航線（巒）
- 波波羅古洛伊斯物語 娜露西亞之淚與妖精之笛（セレン[65]）
- 我的英雄學院 唯我正義（渡我被身子[66]）
- 問答RPG 魔法使與黑貓維茲(美緒・葛折[67])
- 女神異聞錄Q2 新電影迷宮（光[68]）
- 祈禱之天秤（クラリス・マーテル[69]）
- 闇影詩章（2018年 - 2022年 瓦沙克、哈克菈比、夜空吸血鬼[70] 等）
- 八月的棒球甜心（高坂椿[71]）

2019年
- JoJo’s Pitter-Patter Pop!（伊奇）
- 魔法氣泡！！Quest（2019年 - 2021年 小小兔[72]／水手小月亮／超級水手小月亮／永恆水手小月亮[73][74]）
- 魔法禁書目錄 幻想收束（土御門舞夏）
- 御城收藏（聖列奧城堡[75]）

2020年
- 我的英雄學院 唯我正義2（渡我被身子[76]）
- 食夢計畫（莉莉姆[77]）
- 強襲魔女 聯合前線（宮藤芳佳[78]）
- 明日方舟（灰喉[79]）

2021年
- 彈射世界（芮兒[80]）
- 9-nine-（九條都[81]）
- 北斗之拳 傳承者再臨（櫻）
- 我的英雄學院 終極衝擊（渡我被身子[82]）
- 少女迴戰（司馬懿、陸遜[83]、青龍偃月刀）
- 破曉傳奇（艾德娜）
- 崩壞3rd（李素裳[84]）
- 忍者大師 閃亂神樂 NEW LINK（金色闇影）

2022年
- Poker Chase（熾天かむら[85]）
- 蔚藍檔案（2022年 - 2024年 棗伊呂波）
- 守望傳說（露西）
- 異度神劍3（美雅）
- 盛開的阿斯諾特莉亞（グラムエルト）
- JOJO的奇妙冒險 群星之戰（伊奇[86]）
- Crash Fever（歌德[87]）
- 緋紅的神約Echocalypse（雪萊[88]）
- 魔法使之夜（駒鳥）

2023年
- 崩壞：星穹鐵道（素裳[89]）
- 伊甸園的驕傲（鬼吻）
- 言靈戰士（トガヒミコ[90]）
- MY HERO ULTRA RUMBLE（渡我被身子[91]）
- 寶可夢大師（牡丹[92]）
- 最後的克勞迪亞（凱涅[93]）

2024年
- 勝利女神：妮姬（芙拉吉爾[94]）
- 暗喻幻想：ReFantazio（悠法希亞・艾忒蕾卡）
- 崩壞學園（鬼姫）
- Another Eden：穿越時空的貓（伊津奈[95]）
- 怪物彈珠（Magical☆Meruruns〈梅林〉[96]）

2025年
- 緋染天空 Heaven Burns Red（菅原愛子）
- MoNSONI！（梅林[97]）

### 廣播劇CD
- 紅線情（櫻木莉乃[98]）※漫畫第8卷附贈廣播劇CD限定版
- （香坂由美）
- 跟哥哥一起（宮下櫻）
- 想變成宅女，就讓我當現充！（桜井小豆[99]）
- 解決！奧撒芭琪娜（大澤木可憐）
- Kuranoa 系列（月嶋栞）
  - Kuranoa Hello Again
  - Kuranoa another girl
  - Kuranoa close to you
  - Kuranoa〜cry no more,smile for me
- ゲノム（エルエル）
- 魔法龍術士 系列（塔達）
  - 魔法龍術士物語
  - 魔法龍術士物語 〜去海邊的談話〜
- 戀愛貴公子（坂下五男）
  - 戀愛貴公子2－4（坂下はずむ）
- 殭屍哪有那麼萌？（巴布）
- SCENE IN THE SONG 〜featuring "ALIVE & KICKING"〜
- 新白雪姬傳說 銀盤劇場 媽媽的花消失之日（初）
- 強襲魔女2 廣播劇CD 上卷、下卷（宮藤芳佳）
- 真・女神轉生III-NOCTURNE（皮克西）
- 葬儀屋里德路（夏爾）
- 斷章的格林 廣播劇CD ―小人與靴屋―（田上颯姬）
- 惡魔獵人系列（帕蒂·羅維爾）
- 黑貓（伊芙）
- 出包王女（金色闇影）
- 同棲女子寮（七瀨八重）
- 公園貓倆好2（奈奈）
- 方舟白書（鎌場梅花）
- 向日葵（雨宮秋櫻）
- 備長炭 廣播劇CD（竹林）
- 無畏魔女 雁淵孝美中尉扶桑日誌 舞鶴篇（宮藤芳佳[100]）※BD&DVD 第6卷特典
- 我的朋友很少（志熊理科）
- 魔王勇者（女魔法使）
- 劇場版 魔法少女奈葉2nd A's 廣播劇CD Side-T（珂羅娜·緹米爾）
- 蜜×蜜水果糖（萩乃柚留）
- 純情房東俏房客 DVD-BOX 特典廣播劇CD（真枝繪馬）

### 電視節目
- 棉花糖樂園特別新聞（2005年1月3日，東京電視台）
- 花之聲優界！明星☆保齡球
- ＃聲優Plus（2018年10月5日、2019年4月21日，NHK綜合）

### 特攝配音
- 《機界戰隊全界者》（2021年、小赤）
- 《機界戰隊全開者 THE MOVIE 赤色戰鬥！全戰隊大集會！！》（2021年、小赤）
- 《假面騎士聖刃 + 機界戰隊全開者 超級英雄戰記》（2021年、小赤）
- 《機界戰隊全開者VS煌輝者VS前輩者》（2022年、小赤）
- 《暴太郎戰隊Don BrothersVS全開者》（2023年、小赤）
- 《假面騎士GOTCHARD》（2023年、蝗蟲1）
- 《電影 假面騎士GEATS 四人的ACE與黑狐》（2023年、蝗蟲1）
- 《假面騎士THE WINTER MOVIE GOTCHARD & GEATS 最強克米☆GOTCHA大作戰》（2023年、蝗蟲1）
- 《假面騎士 THE SUMMER MOVIE 2024》（2024年、蝗蟲1）

### 電影
- 輪迴（2006年，聲音演出）

### 影像作品
- 活動DVD「王牌投手 振臂高揮 〜我們的夏天還沒結束〜」

### 彈珠機
- Hard Boiled -葛里芬的幻影-（奈奈）
- CR花札物語（恭子）
- CR麻雀物語2〜目標！麻雀偶像決定戰！〜（麗奈）

## 音樂CD
本人名義
- 福圓美里  special edition
- （迷你專輯）

### 角色歌
| 發售日   | 商品名稱                                               | 演唱名義 | 歌曲                                             | 備註                                             |
| 2005年   | 2005年                                                 | 2005年 | 2005年                                           | 2005年                                           |
| -------- | ------------------------------------------------------ | --- | ------------------------------------------------ | ------------------------------------------------ |
| 8月3日   | 不可思議星球的雙胞胎公主 公主精選輯·蓮伊恩             | 黎歐娜（福圓美里）                                                                                               | 「」                                             | 電視動畫《不可思議星球的雙胞胎公主》相關歌曲     |
| 2007年   |                                                        | |                                                  |                                                  |
| 3月28日  | 洛克人EXE系列 歌曲專輯                                 | 響美空（福圓美里）                                                                                               | 「」                                             | 電視動畫《流星之洛克人》片頭曲                   |
| 2008年   |                                                        | |                                                  |                                                  |
| 2月14日  | 「十字架與吸血鬼」角色歌 2 黑乃胡夢                    | 黑乃胡夢（福圓美里）                                                                                             | 「」                                             | 電視動畫《十字架與吸血鬼》插入曲                 |
| 2月14日  | 「十字架與吸血鬼」角色歌 2 黑乃胡夢                    | 黑乃胡夢（福圓美里）                                                                                             | 「時に愛は」                                     | 電視動畫《十字架與吸血鬼》插入曲                 |
| 3月26日  | 「「十字架與吸血鬼」角色歌6 The Capucchu               | The Capucchu | 「」                                             | 電視動畫《十字架與吸血鬼》插入曲                 |
| 3月26日  | 「「十字架與吸血鬼」角色歌6 The Capucchu               | The Capucchu | 「」                                             | 電視動畫《十字架與吸血鬼》插入曲                 |
| 2009年   |                                                        | |                                                  |                                                  |
| 12月3日  | 心跳回憶4 Character Single Box                         | 大倉都子（福圓美里）                                                                                             | 「」                                             | 遊戲《心跳回憶4》相關歌曲                        |
| 2011年   |                                                        | |                                                  |                                                  |
| 10月26日 | 殘念系隣人部★★☆                                        | 隣人部 | 「」                                             | 電視動畫《我的朋友很少NEXT》片頭曲               |
| 2012年   |                                                        | |                                                  |                                                  |
| 7月18日  | [[Smile 光之美少女！\|Smile 光之美少女！ 歌曲專輯1〜]] | 快樂天使／星空幸（福圓美里）                                                                                     | 「」                                             | 電視動畫《Smile 光之美少女！》相關歌曲           |
| 7月18日  | [[Smile 光之美少女！\|Smile 光之美少女！ 歌曲專輯1〜]] | 快樂天使（福圓美里）、晴朗天使（田野麻美）、和平天使（金元壽子）、前進天使（井上麻里奈）、美麗天使（西村千奈美） | 「」                                             | 電視動畫《Smile 光之美少女！》插入曲             |
| 9月5日   |                                                        | Smile Precure！                                                                                                  | 「」                                             | 電視動畫《Smile 光之美少女！》插入曲             |
| 11月28日 | Smile 光之美少女！ 歌曲專輯12 〜〜                     | 星空幸（福圓美里）、日野茜（田野麻美）                                                                           | 「」                                             | 電視動畫《Smile 光之美少女！》相關歌曲           |
| 11月28日 | Smile 光之美少女！ 歌曲專輯12 〜〜                     | 快樂天使（福圓美里）                                                                                             | 「」                                             | 電視動畫《Smile 光之美少女！》相關歌曲           |
| 2014年   |                                                        | |                                                  |                                                  |
| 11月19日 |                                                        | 小尋夢（福圓美里）、小光輝（豐口惠）                                                                             | 「」                                             | 電視動畫《塔麻可吉！ 〜Yume Kira Dream〜》插入曲 |
| 11月19日 |                                                        | 「」 | 電視動畫《塔麻可吉！ 〜Yume Kira Dream〜》片頭曲 |                                                  |
| 11月19日 | 小甜心（真堂圭）、小尋夢（福圓美里）、小光輝（豐口惠） | 「」 | 電視動畫《GO-GO 塔麻可吉！》插入曲               |                                                  |

- WHITE HEAT c/w（小春野白絹） - 電視動畫《極限女孩》片尾曲
- 我的朋友很少系列（志熊理科）
  - Be My Friend - 電視動畫《我的朋友很少NEXT》片頭曲
  -  - 電視動畫《我的朋友很少NEXT》片尾曲
- 強襲魔女系列（宮藤芳佳）
  -  - 電視動畫《強襲魔女》片尾曲
  - 強襲魔女 片尾曲完全輯 - 電視動畫《無畏魔女》片尾曲
  - 無畏魔女 秘歌收藏1 宮藤芳佳&坂本美緒
  - 無畏魔女 秘歌收藏4 宮藤芳佳&莉涅特·畢曉普&佩琳·克洛斯特曼
  - Over Sky - 電視動畫《強襲魔女2》片尾曲
  - 強襲魔女2 角色歌精選（宮藤芳佳）
- 更多出包王女 角色歌CD（金色闇影）
- 出包王女Darkness 角色歌單曲/金色闇影 starring 福圓美里（金色闇影）
  - （金色闇影）
  - Beyond The Darkness（金色闇影）
- 織田信奈的野望 歌姬02 Music of the different world 前田犬千代/柴田勝家（前田犬千代）
- 夜櫻四重奏 角色歌精選&原聲帶 。（槍櫻姬）

### 组合成员
1. ↑  赤夜萌香（水樹奈奈）、黑乃胡夢（福圓美里）、仙童紫（古山貴實子）、白雪霙（釘宮理惠）、橙條瑠妃（千葉紗子）
2. ↑  快樂天使（福圓美里）、晴朗天使（田野麻美）、和平天使（金元壽子）、前進天使（井上麻里奈）、美麗天使（西村千奈美）

## 外部連結
- みさごころ（日語）
- 事務所公開簡歷 （页面存档备份，存于）（日語）

1. ↑  PS2版由茅原實里飾演。